# Polizeiwissenschaft
Les Polizeiwissenschaft (allemand pour « science de la police », bien que polizei se traduisent, dans ce contexte, de façon plus adéquate par « politiques publiques » ou « politique » au sens large) étaient une discipline scientifique qui a émergé dans le premier tiers du XVIIIe siècle et continua à exister jusqu'au milieu du XIXe siècle.
La première chaire d'enseignement pour les Cameralia Oeconomica and Polizeiwissenschaft a été créée en 1727 par Frédéric-Guillaume Ier de Prusse à Halle et à Francfort. Il s'agissait ainsi de cours universitaires, faisant partie d'un enseignement officiel pour les fonctionnaires.
En tant que science interne de la communauté, c'était un terme large qui allait bien au-delà de ce qu'on entend aujourd'hui par l'activité de police, c'est-à-dire la prévention et la répression des crimes et des délits. Cela recouvrait en effet le droit public, la science de l'administration, l'économie politique naissante, des soucis d'hygiène publique, d'urbanisme et de planification urbaine, etc. Les Polizeiwissenschaft incluaient ainsi la Marktpolizei (« police du marché »), chargée de surveiller les prix et l'activité économique ; la Gewerbeaufsicht (« surveillance du commerce ») ; la Bauaufsicht (« surveillance des constructions et du bâtiment ») et l' Ausländerpolizei (« police des étrangers »).
Les Polizeiwissenschaft se juxtaposaient aux Verwaltungswissenschaft (ou « sciences administratives »). 

## Usage récent
Plus récemment, le terme a été utilisé dans un sens plus proche des activités de police contemporaine, englobant l'ensemble des sciences relatives à l'exercice de la police judiciaire (incluant la criminologie, la sociologie, la psychologie, les sciences politiques, la médecine légale, le droit, etc.).